# Plectiscidea brevicaudata
Plectiscidea brevicaudata är en stekelart som först beskrevs av Gabriel Strobl 1901.  Plectiscidea brevicaudata ingår i släktet Plectiscidea och familjen brokparasitsteklar. Inga underarter finns listade i Catalogue of Life.